# ФЭД-6 TTL
ФЭД-6 TTL — малоформатный дальномерный фотоаппарат со сменными объективами и полуавтоматической установкой экспозиции. Спроектирован Харьковским производственным машиностроительным объединением «ФЭД», и выпущен в 1990—1992 году опытной партией.

## Технические особенности
Единственный советский дальномерный фотоаппарат с заобъективной экспонометрией. Разработан на основе фотоаппарата «ФЭД-5В». По имеющимся описаниям и фотографиям камера «ФЭД-6 TTL» имела корпус со съемной задней стенкой, фокальный затвор с горизонтальным движением матерчатых шторок, курковый взвод затвора и перемотки плёнки, «невращающуюся» головку выдержек.
Рукоятка обратной перемотки типа «рулетка», счётчик кадров как на «ФЭД-5». Видоискатель оптический, совмещен с дальномером, база дальномера 41 мм (как и на «ФЭД-5»). Имелся механический автоспуск. Штатный объектив — «Индустар-61Л/Д» 2,8/52 в нестандартном исполнении.
Фотоаппарат «ФЭД-6 TTL» был оснащён TTL-экспонометрическим устройством с полуавтоматической установкой экспозиции, CdS-фоторезистор размещался на поворотном кронштейне перед шторками затвора (как на немецком фотоаппарате «Leica M5»). Перед началом движения шторок кронштейн убирается за пределы кадрового окна.
Выдержки затвора от 1 до 1/500 сек и «В». Головка установки светочувствительности фотоплёнки совмещена с головкой установки выдержек. Предположительно, на фотоаппарате стоял затвор с электронным управлением.
Фотоаппарат нуждался в химических источниках тока.